# Buck Clarke
William Lewis Clarke (Washington D. C., Estados Unidos; 2 de octubre de 1933-Los Ángeles, Estados Unidos; 11 de octubre de 1988) es un jazz percusionista estadounidense que tocaba con muchos músicos que estaban estrechamente relacionados con él, como Les McCann, Herbie Hancock, Gerald Albright, Jimmy Smith y Russ Freeman. Sus estilos musicales incluyen cool jazz, jazz contemporáneo, soul y funk con una mezcla de perspectiva afrocéntrica.

## Biografía
Nació el 2 de octubre de 1933 en Washington D. C. A la edad de 15 años, comenzó a trabajar en una tienda de carteles donde el padre de su jefe era primo de Duke Ellington, en su trabajo, su jefe comenzó a tocar viejos discos de jazz para Clarke, de 15 años. Poco después de eso, Clarke comenzó a tomar el jazz realmente en serio. Era tan serio que estaba "enganchado al jazz", recibió una oferta de trabajo en un club de DC donde aprendió a tocar las congas. Al obtener su educación en las calles, se presentó en su primer concierto llamado "The Jig Show", donde las personas se entretienen como bailarines y comediantes. Clarke llevaría su música de todo el mundo a Nueva Orleans donde tocó la rumba por primera vez en su joven vida. Uno de sus amigos trató de decirle que tocara otros instrumentos, pero elige las congas como su instrumento. A los 16 o 17 años, también jugó con el fallecido Charlie Parker.
 Clarke expresa sus sentimientos al tocar con la banda de The Wess Anderson The Washingtonians que incluyó,  Eddie Jones y Charlie Parker, diciéndolo Clarke "se sacudió y le hizo volar la mente". Jugó con Art Blakey y  New York Jazz Messengers a los 19 o 20 años old. También fue miembro de una banda de ocho integrantes para ser parte de su educación para aprender a tocar en una banda.
Clarke había perdido una pierna debido a la diabetes. Murió el 11 de octubre de 1988 en Los Ángeles.

## Discografía
- Cool Hands (Offbeat, 1960)
- Drum Sum (Argo, 1961)
- The Buck Clarke Sound (Argo, 1963)
- Hot Stuff (Full Circle, 1988)